# Charles Lamy (peintre)
Pour les articles homonymes, voir Charles Lamy et Lamy.
 (décembre 2013).
Charles Lamy, né à Mortagne-au-Perche en 1689 et mort à Paris en 1743, est un peintre français.

## Biographie
Charles Lamy se forme dans l'atelier de son père, le peintre Claude Lamy, puis se rend à Paris, où il intègre l'atelier de Bon Boullogne. En 1717, il remporte le prix de Rome, avec son Nabusardan délivrant le prophète Jérémie (localisation actuelle inconnue).
En 1723, désigné par Louis II de Boullogne parmi les sept meilleurs élèves susceptibles de faire le voyage à Rome, il n'est finalement pas retenu.
Agréé à l'Académie royale en 1733, il entame une prolifique carrière. Au Salon de la Jeunesse de 1734, il présente une Assomption (Tours, musée des Beaux-Arts) destinée au couvent des Dames de la Charité du Refuge de Tours, pour lequel il réalise un autre tableau l'année suivante, Les religieuse de la Charité du Refuge en adoration devant les Sacrés-Cœurs (1735, Tours, musée des Beaux-Arts). 
Il est reçu membre de l'Académie royale de peinture et de sculpture en 1735, sur présentation d'une toile représentant Jupiter foudroyant les titans (Paris, musée du Louvre). 
Il expose régulièrement au salon entre 1737 et 1742, et peint surtout des scènes religieuses, comme Le Christ au Sépulcre (Saint-Gobain, église du Sépulcre), et peint une Piscine probatique (perdue) pour la chapelle de la Communion de l'église Saint-Jean-en-Grève à Paris. Il peint aussi des scènes plus sensuelles, comme Latone allaitant ses enfants (localisation actuelle inconnue), et Bethsabée au bain (localisation actuelle inconnue).